# Devon Hughes
Devon Hughes (nascido em 1 de agosto de 1972), mais conhecido na World Wrestling Federation/Entertainment  e Extreme Championship Wrestling como D-Von Dudley, na Total Nonstop Action Wrestling como Brother Devon é um lutador de wrestling profissional semi-aposentado estadunidense que trabalhou para a Extreme Championship Wrestling (ECW) e Total Nonstop Action Wrestling.
Com passagens pela WWE e Extreme Championship Wrestling, foi muito conhecido por fazer parte da stable Dudley Boyz junto com Bubba Ray Dudley. Recebeu diversos prêmios da Pro Wrestling Illustrated.

## No wrestling
- Golpes
  - Saving Grace (WWE) / Lifting falling reverse DDT (TNA)
  - Rope hung neckbreaker
  - Piledriver
  - Snap scoop Powerslam
  - Diving headbutt
  - Powerbomb
  - Reverse DDT
  - Corkscrew back elbow smash
  - Thesz press
  - Sidewalk slam
  - Delayed vertical suplex
  - Russian legsweep
- Objetos usados
  - Mesa
  - Shinai
  - cinturão
- Managers
  - Deacon Batista
  - Sign Guy Dudley
  - Joel Gertner
  - Paul Heyman
  - Jenna Jameson
  - Stacy Keibler
  - Johnny Devine

## Titulos
- All Japan Pro Wrestling
  - AJPW Real World Tag League (vencedor em 2005) – com Brother Ray
- Extreme Championship Wrestling
  - ECW World Tag Team Championship (8 vezes) – com Buh Buh Ray Dudley
- HUSTLE
  - HUSTLE Super Tag Team Championship (1 vez) – com Brother Ray
- Total Nonstop Action Wrestling
  - NWA World Tag Team Championship (1 vez) – com Brother Ray
  - TNA World Tag Team Championship (2 vezes; primeiro) – com Brother Ray
  - TNA Television Championship (2 vezes)
- World Wrestling Federation/World Wrestling Entertainment
  - WCW Tag Team Championship (1 vez; Último campeão) – com Bubba Ray Dudley
  - WWE Tag Team Championship (1 vez) – com Bubba Ray Dudley
  - World Tag Team Championship (8 vezes) – com Bubba Ray Dudley
- World Wrestling Organization
  - WWO International Championship (1 vez)
- Outros títulos
  - NEW United States Championship (1 vez)
  - NSWA United States Championship (1 vez)